# Duarte (Guanajuato)
Duarte es una localidad del estado mexicano de Guanajuato. Es parte del municipio de León.

## Demografía
| Gráfica de evolución demográfica |
|                                  |

| Censo | Población |
| ----- | --------- |
| 1900  | 973       |
| 1910  | 809       |
| 1921  | 937       |
| 1930  | 953       |
| 1940  | 1 280     |
| 1950  | 1 483     |
| 1960  | 2 469     |
| 1970  | 3 226     |
| 1980  | 3 696     |
| 1990  | 5 545     |
| 2000  | 5 671     |
| 2010  | 6 261     |
| 2020  | 7 683     |